# Pangrapta
Pangrapta is een geslacht van vlinders van de familie spinneruilen (Erebidae).

## Soorten
- P. acolesis (Viette, 1958)
- P. adoxopis Turner, 1908
- P. albipuncta Gaede, 1940
- P. albirenalis Gaede, 1940
- P. albiseriata Hampson, 1926
- P. albistigma Hampson, 1897
- P. alopopis Dyar, 1913
- P. argyrographa (Mabille, 1893)
- P. ariusalis Walker, 1858
- P. aroa Bethune-Baker, 1906
- P. athemonalis Walker, 1858
- P. bicornuta Galsworthy, 1997
- P. camerunia Hampson, 1926
- P. camerunica Hampson, 1926
- P. cana Leech, 1900
- P. cinerea Butler, 1889
- P. costaemacula Staudinger, 1888
- P. cryptoleuca Hampson, 1926
- P. curtalis Walker, 1865
- P. chilana Swinhoe, 1902
- P. decoralis Hübner, 1818
- P. dentilineata Leech, 1900
- P. dialitha Hampson, 1926
- P. dulcis Berio, 1956
- P. elassa Hampson, 1926
- P. enigmaria Swinhoe, 1905
- P. eucraspeda Hampson, 1926
- P. euzonea Hampson, 1926
- P. fauvealis Viette, 1965
- P. ferrugineiceps Hampson, 1896
- P. flavomacula Staudinger, 1888
- P. franeyae Viette, 1979
- P. grisangula Hampson, 1891
- P. griseola Staudinger, 1892
- P. hampsoni Viette, 1966
- P. holophaea Hampson, 1926
- P. hylaxalis Walker, 1858
- P. ingrata Leech, 1900
- P. laevis Berio, 1956
- P. lunulata Stertz, 1915
- P. macariana Hampson, 1926
- P. mandarina Leech, 1900

- P. marmorata Staudinger, 1888
- P. melacleptra Hampson, 1926
- P. mesacta Hampson, 1926
- P. metagona Walker, 1864
- P. molybdina Hampson, 1926
- P. nigra Bethune-Baker, 1906
- P. pannosa Moore, 1882
- P. parsimonalis Walker, 1858
- P. parvula Leech, 1900
- P. pelidna Hampson, 1926
- P. peturbans Walker, 1858
- P. pexifera Hampson, 1926
- P. plumbilineata Wileman & West, 1929
- P. porphyria Butler, 1879
- P. pratti Bethune-Baker, 1906
- P. pulverea Leech, 1900
- P. roseinotata Galsworthy, 1997
- P. saucia Leech, 1900
- P. seriopuncta Hampson, 1926
- P. shivula Guenée, 1852
- P. similistigma Warren, 1913
- P. squamea Leech, 1901
- P. suaveola Staudinger, 1888
- P. submurina Walker, 1865
- P. suffusa Wileman
- P. talusalis Walker, 1858
- P. textilis Leech, 1889
- P. transducta Hampson, 1926
- P. trilineata Leech, 1900
- P. umbrosa Leech, 1900
- P. vaga Walker, 1865
- P. variegata Rothschild, 1920
- P. vasava Butler, 1881
- P. yoshinensis Wileman & West, 1929